# Cryptaspidia minuta
Cryptaspidia minuta är en insektsart som beskrevs av William D. Funkhouser. Cryptaspidia minuta ingår i släktet Cryptaspidia och familjen hornstritar. Inga underarter finns listade i Catalogue of Life.